# 白俄罗斯语阿拉伯字母

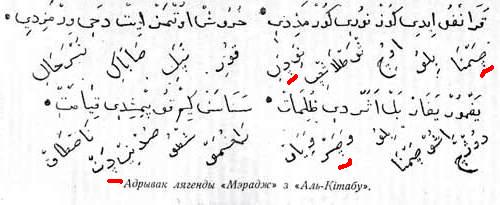
Kitab

白俄羅斯語阿拉伯字母（(Biełaruski arabski ałfavit (拉丁字母))，Arabica (Арабіца)），是十五至十六世纪白俄羅斯一種文字，是立陶宛韃靼人用來書寫白俄羅斯語的文字。
在十六世紀開始，立陶宛韃靼人放棄使用韃靼語改用羅塞尼亞語，但仍用阿拉伯文書寫，稱“克提卜”，即“書”之意。
波蘭有些十七世纪文件也是用白俄羅斯語阿拉伯字母書寫。

## 外部連結
- Kitabs, the unique highlight of the Belarusian language at pravapis.org